# Siren Sundby
Siren Sundby (* 2. Dezember 1982 in Lørenskog) ist eine  norwegische Seglerin, Olympiasiegerin und zweifache Weltmeisterin.
2003 wählte die International Sailing Federation (ISAF) die Studentin der Ingenieurwissenschaften zur „Weltseglerin des Jahres“ (ISAF Rolex World Sailor of the Year Awards). Der Preis repräsentiert die höchste Auszeichnung, die ein Segler oder eine Seglerin für ihre Leistung in der Segelwelt erhalten kann. Siren Sundby erzielte ihre größten Erfolge in der Europe-Klasse, einer Einhand-Jolle, die bei Sundbys Sieg von 2004 letztmals olympisch war. Nachdem sie deshalb 2005 in eine neue Bootsklasse umgestiegen war und sich in dieser Klasse keine Chancen auf einen vorderen Platz bei den nächsten Olympischen Spielen ausrechnete, hatte sie 2006 zum Bedauern des norwegischen Seglerverbandes im Alter von nur 23 Jahren bereits das Ende ihrer olympischen Karriere angekündigt, nahm dann aber doch an den Spielen 2008 teil.

## Segeln als Familientradition und erste Erfolge

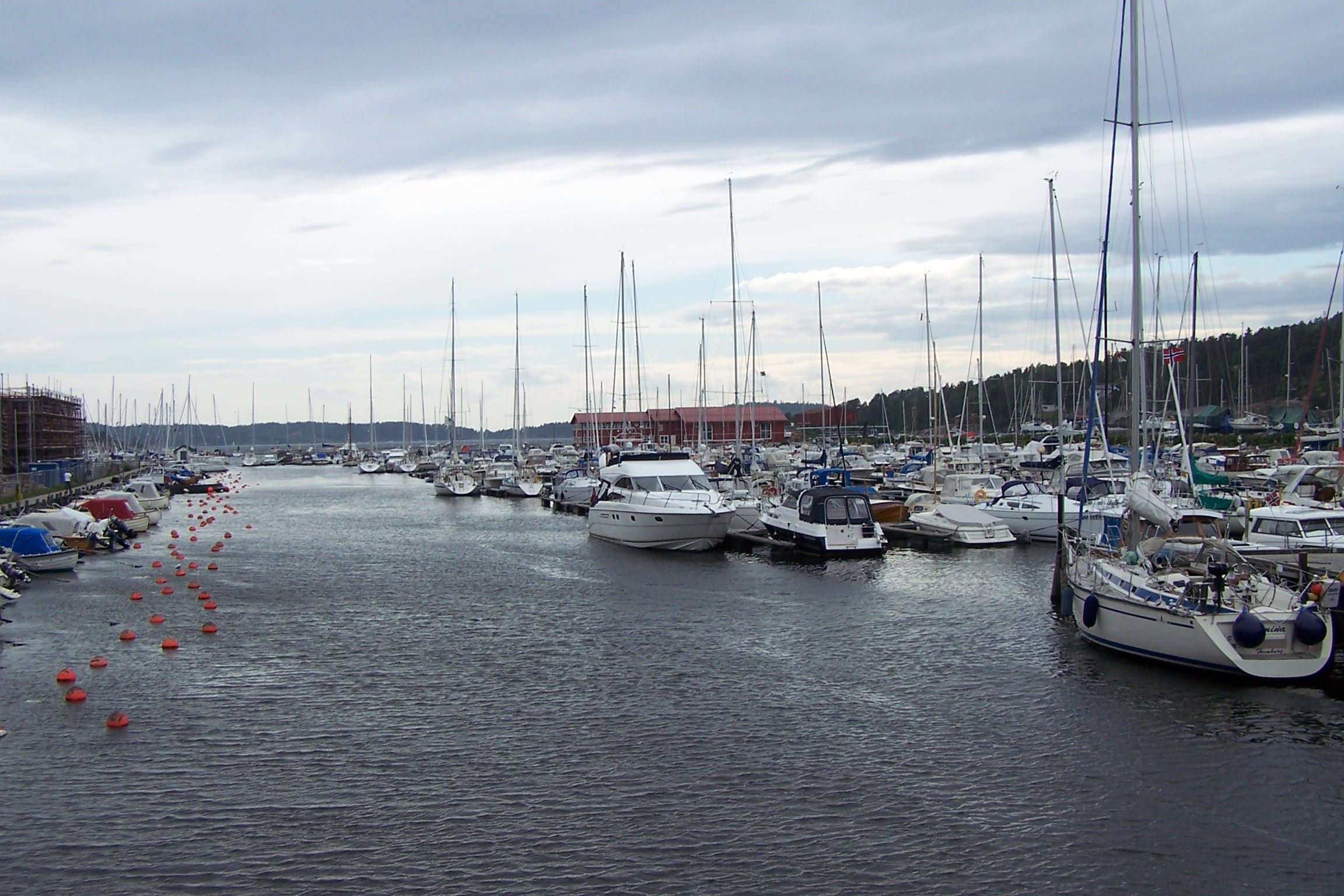
Heimatgewässer der Seglerin: Son am Oslofjord

Der Heimatclub der Seglerin ist der Yachtclub Soon (Soon Seilforening), gelegen direkt am Oslofjord in Son, einer alten Hafenstadt in der Kommune Vestby.
Siren Sundby wuchs in einer Familie auf, in der der Segelsport eine große Tradition einnahm. Ihr älterer Bruder Christoffer Sundby betrieb das Segeln als Wettkampfsport und erzielte sein bestes Ergebnis mit dem Gewinn der Goldmedaille bei den Segel-Weltmeisterschaften 1997 in der Europe-Klasse. Der Bruder, den Siren Sundby als ihr großes Vorbild bezeichnet und der sie für das Segeln besonders motivierte, überließ ihr das erste eigene Boot, einen Optimist. Der Optimist ist eine kleine und leichte Jolle für Kinder und Jugendliche, die neben Freizeitzwecken als Einstiegsklasse für den Regattasport dient. In diesem Boot begann sie im Alter von sechs Jahren mit dem Segeln. Im Alter von zehn Jahren nahm sie 1992 an ihrer ersten Segelregatta teil. 1995 folgte ihre erste große internationale Regatta, die Optimist-Weltmeisterschaften der International Optimist Dinghy Association (IODA). Ein Jahr später 1996 gewann sie mit den Optimist-Europameisterschaften der IODA den ersten großen Wettbewerb und 1997 beendete sie diesen Jugend-Wettbewerb erneut mit dem ersten Platz.

## Umstieg auf die Europe-Klasse

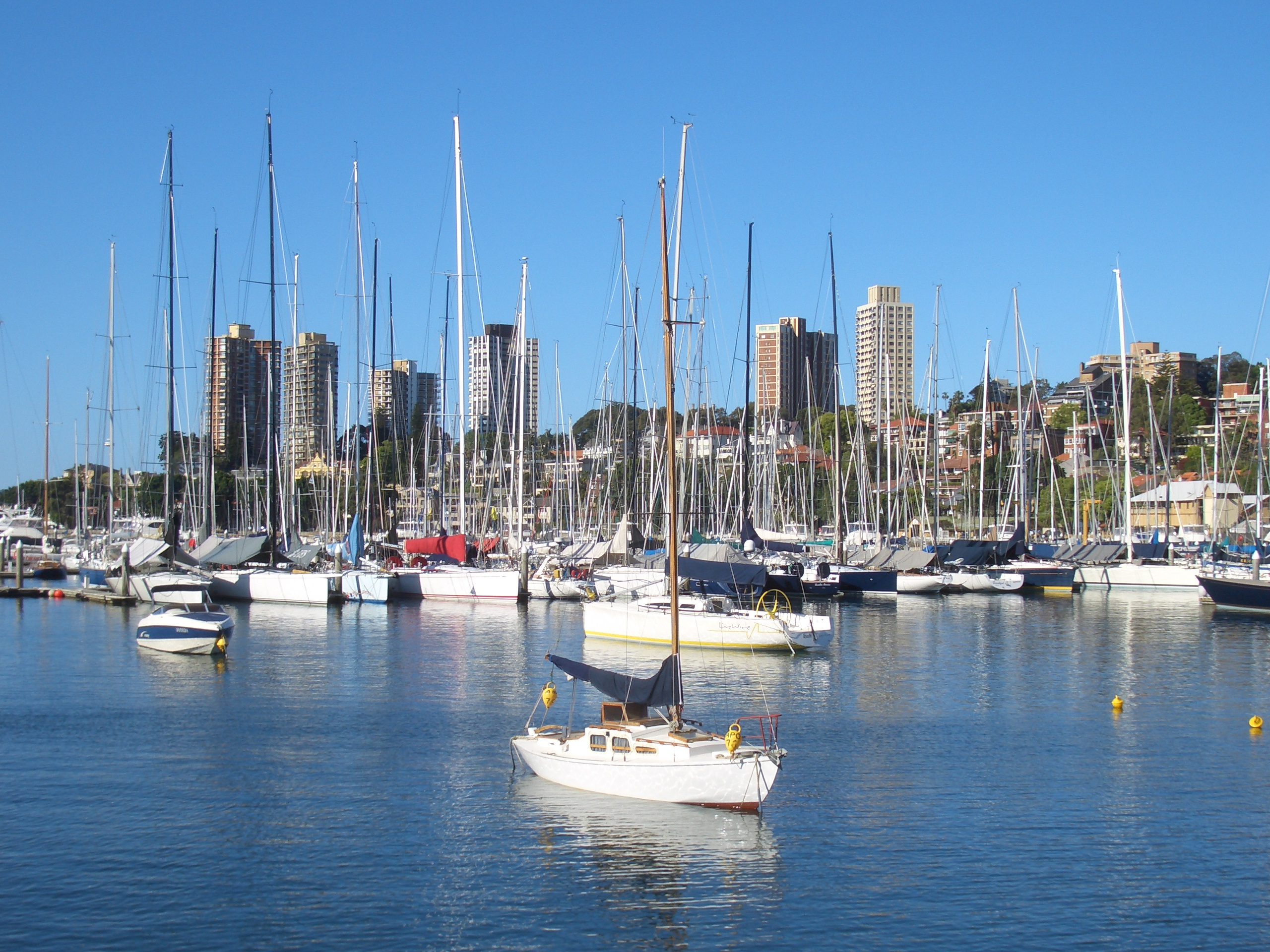
Mit 17 Jahren erste Olympiateilnahme, 19. Platz bei den Sommerspielen 2000 in Sydney in der Rushcutters Bay

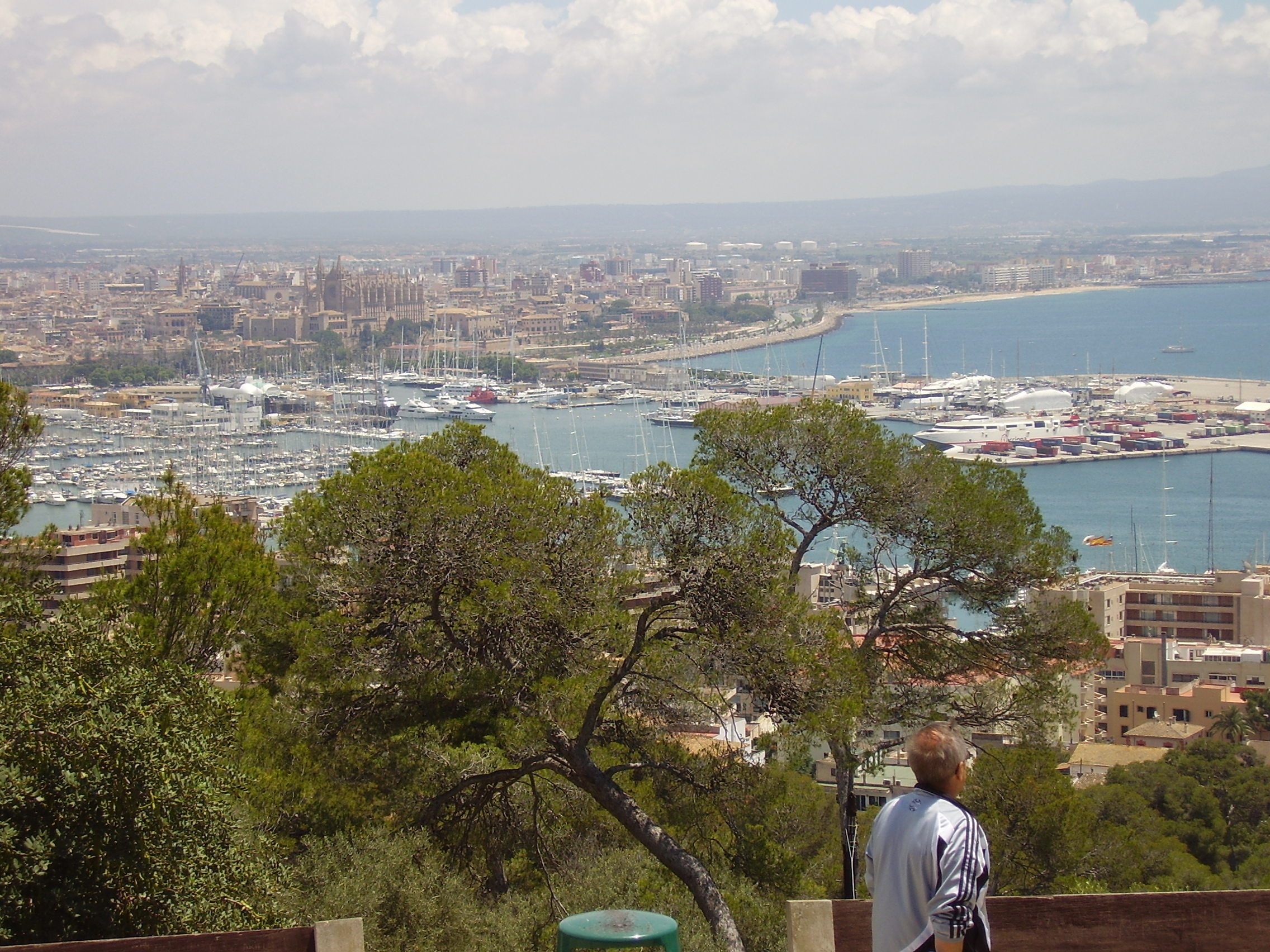
Erste EM-Goldmedaille im Segelrevier vor Palma de Mallorca 2003

Nach den Erfolgen in dem Jugendboot stieg Siren Sundby in die Bootsklasse Europe um, einer Einhand-Jolle, die von 1992 bis 2004 als olympische Frauen-Bootsklasse zugelassen war. In diesem Boot nahm sie 1998 in Travemünde an den Segel-Weltmeisterschaften teil und kam hier auf den 51. Platz. Ein Jahr später verbesserte sie sich bei der WM in Melbourne um 20 Plätze. Ihren ersten Sieg in dieser Klasse erreichte sie im Jahr 2000 beim Tuborg Spring Cup in Rungsted im Øresund. Die Kieler Woche beendete sie im gleichen Jahr auf dem 12. Platz, die Weltmeisterschaften in Salvador da Bahia auf dem 10. und die Segel-Europameisterschaften an der Costa Cálida bei Murcia auf dem 13. Platz. Im Herbst des Jahres nahm sie im Alter von 17 Jahren an ihrer ersten Olympiade, den Sommerspielen 2000 von Sydney, teil und belegte im Olympic Sailing Shore in der Rushcutters Bay den 19. Platz.
Im Jahr 2001 schob sich Sundby weiter nach vorne und segelte beispielsweise bei den Weltmeisterschaften 2001 in Vilamoura als siebte durchs Ziel. 2002 verbesserte sie sich erneut und verpasste bei den Europameisterschaften in Nieuwpoort als Vierte knapp die Bronzemedaille. Bei den anschließenden Weltmeisterschaften in Ontario gewann sie auf dem Ontariosee mit der Silbermedaille ihre erste WM-Medaille in dieser Bootsklasse.

## Durchbruch an die Spitze
Ihr Durchbruch an die Spitze der Europe-Klasse erfolgte im Jahr 2003. Neben den logistischen und organisatorischen Arbeiten trainierte die Seglerin in dieser Zeit monatlich 100 Stunden, das Segeln war für sie zum Fulltimejob geworden. In diesem und dem folgenden Jahr nahm sie an dreizehn internationalen Regatten, die in die Bewertungsskala der ISAF eingehen, teil und gewann davon elf, zweimal kam sie als Dritte ins Ziel. Sie gewann 2003 die Europameisterschaften (2004 nicht ausgetragen), 2003/2004 beide Weltmeisterschaften und die Olympischen Sommerspiele 2004 von Athen. Zu ihrer härtesten Konkurrentin entwickelte sich in diesen Jahren die Finnin Sari Multala, die aber immer hinter ihr blieb.
Bei den Europameisterschaften 2003 in Palma de Mallorca siegte Siren Sundby vor Sari Multala und Trine Julie Abrahamsen aus Dänemark. Die Weltmeisterschaften 2003 in Cádiz gewann sie vor Sari Multala und Meg Gaillard aus den USA. Die Weltmeisterschaften 2004 in Cagliari beendete sie erneut auf dem ersten Platz, wiederum vor Sari Multala; die Bronzemedaille ging an die Berlinerin Petra Niemann. Den Höhepunkt ihrer sportlichen Karriere bildete dann der Sieg bei den Olympischen Segelwettbewerben 2004 im Olympischen Segelzentrum Agios Kosmas. Bei dieser Regatta verwies sie die Tschechin Lenka Šmídová auf den zweiten und die Dänin Signe Livbjerg auf den dritten Platz, Sari Multala kam auf den fünften Platz.

## Zwischenzeitliches Karriereende
An die Erfolge der Jahre 2003 und 2004 konnte Siren Sundby in der Folgezeit nicht mehr anknüpfen. Da die Europe-Bootsklasse auf Beschluss der ISAF 2004 letztmals olympisch war, wechselte sie in die 470er Jolle, eine olympische Zweimann-Rennjolle mit Trapez und Spinnaker. In diesem Boot bildete sie ein Team mit Karianne Melleby. Bei den Segel-Europameisterschaften 2005 in Gdynia segelte die Crew auf den 12. Platz. Da ihre Partnerin Karianne Melleby 2006 schwanger wurde, rechnete sich Sundby keine Chancen auf einen vorderen Platz bei den Olympischen Spielen 2008 aus und beendete im Alter von 23 Jahren ihre Karriere.
Der Zeitung Aftenposten sagte sie im Juli 2006: „Wenn Du einmal olympisches Gold gewonnen hast, hast Du kein Interesse, auf dem 5. Platz zu landen.“ Vielmehr wolle sie jetzt erst einmal ausgiebig Ferien bei ihren Eltern in Son machen, sich dann intensiv ihrem Studium widmen und ihren Freund Christopher Gundersen, den norwegischen Weltmeister des Jahres 2004 in der Europe-Klasse, bei den Vorbereitungen auf die Olympischen Spiele in Peking unterstützen. Espen Guttormsen, sportlicher Leiter des Norwegischen Seglerverbandes (Norges Seilforbund), bedauerte ihre Entscheidung: „Es ist zu schade, dass sie nicht weitermacht, aber ich kann sie verstehen. Sie hat andere Werte in ihrem Leben gefunden.“

## Weiter im Yngling und Studium
Entgegen ihrer Ankündigung kehrte Siren Sundby dann doch in den Segelsport zurück, nahm an den Olympischen Spielen 2008 teil und schloss in einem Vortrag im Januar 2009 auch ihre Teilnahme an den Olympischen Spielen 2012 in London nicht  aus.

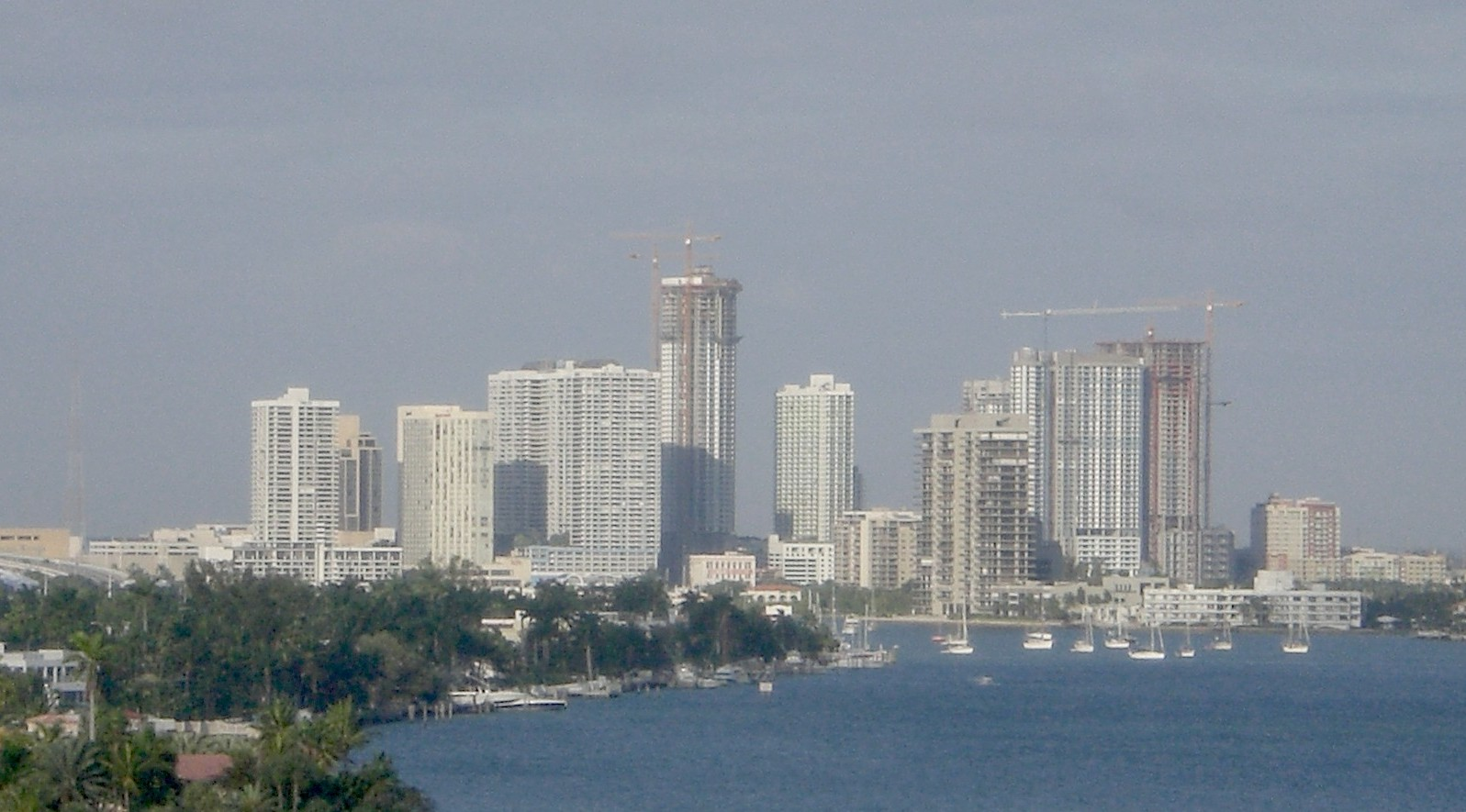
Im Yngling belegten Siren Sundby und ihre Crew bei den WM 2008 im Segelrevier von Miami den 10. Platz

Sie setzte ihre sportliche Karriere im Yngling fort, einer Segelyacht, die von zwei Personen geführt werden kann, für die aber bei internationalen Wettbewerben eine Drei-Personen-Crew vorgeschrieben ist. Die ISAF hatte die Bootsklasse erstmals 2004 in Athen als olympische Damen-Kielbootklasse zugelassen. In diesem Boot, in dem sie gemeinsam mit Lise Birgitte Fredriksen und Alexandra Koefoed eine Crew bildete, nahm Siren Sundby nach langer Wettkampfpause erstmals im September 2006 wieder an einer bedeutenden internationalen Regatta teil. Bei den Yngling-Europameisterschaften in Warnemünde kam das Team auf den siebten Platz. Die Yngling-Weltmeisterschaften im Februar 2008 in Miami beendete die Crew auf dem zehnten und die Olympischen Sommerspiele 2008 von Peking im Internationalen Segelzentrum Qingdao auf dem neunten Platz.
Auch wenn Siren Sundby sportlich wieder sehr aktiv ist, will sie ihr Studium möglichst im Jahr 2010 abschließen. Sie studiert Ingenieurwissenschaften an Dänemarks Technischer Universität (Danmarks Tekniske Universitet) mit Sitz in Lyngby bei Kopenhagen. Ihr Studienschwerpunkt liegt auf dem Gebiet Industriedesign (Civil Engineering Design & Innovation). Befragt nach ihren Zukunftswünschen gibt die Seglerin an, dass sie sich eine spätere Tätigkeit als Projekt-Managerin im Bereich Bioenergie oder Windenergie vorstellen kann.

## Übersicht
EM = Segel-Europameisterschaften (nur Plätze eins bis drei), WM = Segel-Weltmeisterschaften (nur Plätze eins bis drei), OLY = Olympische Sommerspiele (alle Platzierungen).
- 1996: Gold: Jugend-EM Bootsklasse: Optimist
- 1997: Gold: Jugend-EM Optimist
- 2000: 19. Platz: OLY Europe
- 2002: Silber: WM Europe
- 2003: Gold: EM Europe
- 2003: Gold: WM Europe
- 2004: Gold: WM Europe
- 2004: Gold: OLY Europe
- 2008: 9. Platz: OLY Yngling (gemeinsam mit Lise Birgitte Fredriksen und Alexandra Koefoed)